# سرمایه عمومی
سرمایه عمومی (انگلیسی: Public capital) مجموعه‌ای از دارایی‌های تحت مالکیت دولت است، که به عنوان یکی از شاخص‌های بهره‌وری، مورد استفاده قرار می‌گیرد. این دارایی‌ها طیف گسترده‌ای از اموال عمومی مانند؛ بزرگراه‌ها، فرودگاه‌ها، جاده‌ها، سیستم‌های حمل‌ونقل عمومی و خطوط راه‌آهن، بیمارستان‌های دولتی، پلیس و ایستگاه‌های آتش‌نشانی، زندان‌ها و دادگاه‌ها را در بر می‌گیرد. بخش‌هایی همچون سیستم‌های تأمین آب و دفع فاضلاب، تأسیسات برق و توزیع گاز و تجهیزات مخابراتی نیز از سرمایه‌های عمومی بشمار می‌آیند.